# Патоквож
Патоквож — река в России, протекает по округ Вуктыл и района Печора Республика Коми. Длина реки составляет 28 км.
Начинается в Уральских горах. Течёт в общем западном направлении по межгорной долине, поросшей берёзово-лиственничным и елово-лиственничным лесом. Устье реки находится в 78 км по левому берегу реки Большой Паток. В низовьях имеет ширину 35 м и глубину 1,2 м.
Основные притоки — Вэраю (впадает слева в 8 км от устья) и Малый Патоквож (впадает справа в 17 км от устья).

## Данные водного реестра
По данным государственного водного реестра России относится к Двинско-Печорскому бассейновому округу, водохозяйственный участок реки — Печора от водомерного поста у посёлка Шердино до впадения реки Уса, речной подбассейн реки — бассейны притоков Печоры до впадения Усы. Речной бассейн реки — Печора.
Код объекта в государственном водном реестре — 03050100212103000062644.

## Уточнения
1. 1 2 3  По данным ГВР Вэраю впадает в Большой Паток, а Патоквож является её притоком, впадающим справа на 8 км; по более новым данным участок водотока ниже этой точки является низовьями Патоквожа, а Вэраю — его левым притоком, что увеличивает длину реки на 8 км относительно указанного в ГВР значения
2. ↑  В ГВР ошибочно указан как левый приток